# Prägraten am Großvenediger
Prägraten am Großvenediger település Ausztriában, Tirolban a Lienzi járásban, a Virgen-völgyben található. Területe 180,36 km², lakosainak száma 1 182 fő, népsűrűsége pedig 6,6 fő/km² (2014. január 1-jén). A település 1312 méteres tengerszint feletti magasságban helyezkedik el.

## Fordítás
- Ez a szócikk részben vagy egészben  a   Prägraten am Großvenediger című angol Wikipédia-szócikk ezen változatának fordításán alapul.  Az eredeti cikk szerkesztőit annak laptörténete sorolja fel. Ez a jelzés csupán a megfogalmazás eredetét és a szerzői jogokat jelzi, nem szolgál a cikkben szereplő információk forrásmegjelöléseként.